# Coupe du monde de biathlon 2024-2025
Navigation
Édition précédente Édition suivante
La 48e édition de la Coupe du monde de biathlon se déroule entre le 30 novembre 2024 et le 23 mars 2025. La compétition comprend neuf étapes, la première à Kontiolahti en Finlande, la dernière à Oslo-Holmenkollen en Norvège, et est ponctuée en février par les championnats du monde 2025 à Lenzerheide. La sanction de l'IBU contre les Russes et Biélorusses à cause du conflit de l'invasion de l'Ukraine par la Russie n'étant toujours pas levée, les biathlètes de ces deux nations se retrouvent privés de Coupe du monde pour une troisième saison consécutive.

## Programme
La saison 2024-2025 est organisée selon le calendrier suivant :
| Étape | Lieu                      | Date début       | Date fin         |
| ----- | ------------------------- | ---------------- | ---------------- |
| 1     | Kontiolahti               | 30 novembre 2024 | 8 décembre 2024  |
| 2     | Hochfilzen                | 13 décembre 2024 | 15 décembre 2024 |
| 3     | Annecy - Le Grand-Bornand | 19 décembre 2024 | 22 décembre 2024 |
| 4     | Oberhof                   | 9 janvier 2025   | 12 janvier 2025  |
| 5     | Ruhpolding                | 15 janvier 2025  | 19 janvier 2025  |
| 6     | Antholz - Anterselva      | 23 janvier 2025  | 26 janvier 2025  |
| ChM   | Lenzerheide               | 12 février 2025  | 23 février 2025  |
| 7     | Nové Město na Moravě      | 6 mars 2025      | 9 mars 2025      |
| 8     | Pokljuka                  | 13 mars 2025     | 16 mars 2025     |
| 9     | Oslo - Holmenkollen       | 21 mars 2025     | 23 mars 2025     |

## Attribution des points
Note : les épreuves des Championnats du monde ne rapportent pas de points pour les classements individuels et ceux des relais, mais en rapportent cependant pour la Coupe des nations.

### Classements des disciplines
Pour les classements spécifiques à chaque discipline (individuel, sprint, poursuite, départ groupé, relais), l'attribution des points est la suivante :
| Place  | 1  | 2  | 3  | 4  | 5  | 6  | 7  | 8  | 9  | 10 | 11 | 12 | 13 | 14 | 15 | 16 | 17 | 18 | 19 | 20 | 21 | 22 | 23 | 24 | 25 | 26 | 27 | 28 | 29 | 30 | 31 | 32 | 33 | 34 | 35 | 36 | 37 | 38 | 39 | 40 |
| ------ | -- | -- | -- | -- | -- | -- | -- | -- | -- | -- | -- | -- | -- | -- | -- | -- | -- | -- | -- | -- | -- | -- | -- | -- | -- | -- | -- | -- | -- | -- | -- | -- | -- | -- | -- | -- | -- | -- | -- | -- |
| Points | 90 | 75 | 65 | 55 | 50 | 45 | 41 | 37 | 34 | 31 | 30 | 29 | 28 | 27 | 26 | 25 | 24 | 23 | 22 | 21 | 20 | 19 | 18 | 17 | 16 | 15 | 14 | 13 | 12 | 11 | 10 | 9  | 8  | 7  | 6  | 5  | 4  | 3  | 2  | 1  |

| Place  | 1 à 21                                               | 22 | 23 | 24 | 25 | 26 | 27 | 28 | 29 | 30 |
| ------ | ---------------------------------------------------- | -- | -- | -- | -- | -- | -- | -- | -- | -- |
| Points | 90... ...20 cf. barème de la table principale (idem) | 18 | 16 | 14 | 12 | 10 | 8  | 6  | 4  | 2  |

### Classement général
Le classement général individuel de la coupe du monde est établi en additionnant les points obtenus par chaque biathlète sur les disciplines individuelles (individuel, sprint, poursuite et départ groupé) lors des neuf étapes de la saison ordinaire, les points des épreuves des Championnats du monde 2025 n'étant pas comptabilisés. Une non-participation, un abandon ou une disqualification en course ne rapporte aucun point.

### Coupe des Nations
Le classement général de la coupe des Nations est obtenu en additionnant les points de chaque athlète obtenus lors des épreuves de l'individuel, de sprint, ainsi que lors des relais. Pour les épreuves de l'individuel et de sprint, ne sont pris en compte que les points des trois athlètes les mieux classés par nation.
- Pour chaque épreuve de l'individuel ou du sprint, les points sont attribués selon le tableau suivant :

| Place  | 1   | 2   | 3   | 4   | 5   | 6   | 7   | 8   | 9   | 10  | 11  | 12  | 13  | 14  | 15  | 16  | 17  | 18  | 19  | 20  | 21  | 22  | 23  | 24  | 25  | 26  | 27  | 28  | 29  | 30  |
| ------ | --- | --- | --- | --- | --- | --- | --- | --- | --- | --- | --- | --- | --- | --- | --- | --- | --- | --- | --- | --- | --- | --- | --- | --- | --- | --- | --- | --- | --- | --- |
| Points | 160 | 154 | 148 | 143 | 140 | 138 | 136 | 134 | 132 | 131 | 130 | 129 | 128 | 127 | 126 | 125 | 124 | 123 | 122 | 121 | 120 | 119 | 118 | 117 | 116 | 115 | 114 | 113 | 112 | 111 |

Puis de 1 point en 1 point jusqu'à la 80e place, et de 2 en 2 points pour arriver à 1 point pour la 110e place. Toutes les places suivantes obtiennent 1 point.
- Pour chaque relais, les points sont attribués selon le tableau suivant :

| Place  | 1   | 2   | 3   | 4   | 5   | 6   | 7   | 8   | 9   | 10  | 11  | 12  | 13  | 14  | 15  | 16  | 17  | 18  | 19  | 20  | 21  | 22  | 23 | 24 | 25 | 26 | 27 | 28 | 29 | 30 |
| ------ | --- | --- | --- | --- | --- | --- | --- | --- | --- | --- | --- | --- | --- | --- | --- | --- | --- | --- | --- | --- | --- | --- | -- | -- | -- | -- | -- | -- | -- | -- |
| Points | 420 | 390 | 360 | 330 | 310 | 290 | 270 | 250 | 230 | 220 | 210 | 200 | 190 | 180 | 170 | 160 | 150 | 140 | 130 | 120 | 110 | 100 | 90 | 80 | 70 | 60 | 50 | 40 | 30 | 20 |

- Pour les relais mixtes (normal et simple), le barème est le même que celui des relais par genre mais les points sont partagés en deux entre le classement général des nations féminin et le classement général des nations masculin. Chacun des deux classements reçoit alors des points selon le tableau suivant :

| Place  | 1   | 2   | 3   | 4   | 5   | 6   | 7   | 8   | 9   | 10  | 11  | 12  | 13 | 14 | 15 | 16 | 17 | 18 | 19 | 20 | 21 | 22 | 23 | 24 | 25 | 26 | 27 | 28 | 29 | 30 |
| ------ | --- | --- | --- | --- | --- | --- | --- | --- | --- | --- | --- | --- | -- | -- | -- | -- | -- | -- | -- | -- | -- | -- | -- | -- | -- | -- | -- | -- | -- | -- |
| Points | 210 | 195 | 180 | 165 | 155 | 145 | 135 | 125 | 115 | 110 | 105 | 100 | 95 | 90 | 85 | 80 | 75 | 70 | 65 | 60 | 55 | 50 | 45 | 40 | 35 | 30 | 25 | 20 | 15 | 10 |

## Quotas de participants
Les 25 meilleures fédérations nationales de la saison précédente de Coupe du monde se voient attribuer des quotas de départ fixes. En outre, huit wild cards sont attribuées aux fédérations qui n'ont pas de quota de départ fixe. Deux wild cards au maximum par fédération et par sexe sont attribuées sur la base de la liste de points de qualification de l'IBU. Ces quotas ne sont valables que pour un seul trimestre (trois Coupes du monde).

### Quotas de départ des hommes
- 6 partants :  Norvège,  Allemagne,  France,  Suède,  Italie↑
- 5 partants :  Suisse↓  Autriche,  Tchéquie,  Slovénie↑,  Finlande
- 4 partants :  Ukraine↓,  États-Unis,  Roumanie,  Lettonie↑,  Kazakhstan↑,  Estonie,  Pologne
- 3 partants :  Lituanie↓,  Belgique,  Bulgarie,  Moldavie,  Canada↓,  Corée du Sud↑
- 2 partants :  Slovaquie,  Japon↓

### Quotas de départ des femmes
- 6 partantes :  France,  Norvège,  Suède,  Allemagne,  Italie
- 5 partantes :  Suisse,  Tchéquie,  Autriche,  Ukraine,  Pologne↑
- 4 partantes :  Slovénie,  Estonie,  Finlande↓,  États-Unis,  Lettonie↑,  Bulgarie,  Canada
- 3 partantes :  Slovaquie↓,  Belgique↑,  Kazakhstan↑,  Roumanie,  Lituanie,  Moldavie
- 2 partantes :  Corée du Sud↓,  Croatie↑↑
- 0 partante :  Japon↓↓↓

Les flèches indiquent respectivement les gains (↑) et les pertes (↓) de quotas de départ par rapport à la saison précédente.

### Quotas supplémentaires
Pour la première fois, le droit de participation des vainqueurs de la IBU Cup de l'année précédente pour les deux premières étapes de Coupes du monde de la saison n'est pas lié à une personne, mais s'applique à la fédération dans son ensemble. La Norvège peut ainsi aligner sept hommes et la France sept femmes au départ de Kontiolahti et Hochfilzen.

## Changements de règles
L'IBU introduit de nouvelles règles pour cette saison. Afin de prolonger l'intérêt des courses, les groupes de départ des sprints et des individuels sont modifiés. Alors que les meilleurs biathlètes pouvaient auparavant choisir leur groupe et s'élançaient généralement en début d'épreuve en raison de meilleures conditions de piste, la nouvelle règle ne leur donne plus le choix : le départ des quinze premiers biathlètes au classement général de la Coupe du monde est fixé dans le troisième groupe (dossards 46 à 75).
Le classement des jeunes qui concernait les biathlètes de moins de vingt-cinq ans voit la limite d'âge rabaissée de deux ans : seuls les biathlètes de moins de vingt-trois ans peuvent désormais prétendre au dossard bleu.
Enfin, le barème d'attribution des points a été légèrement ajusté de manière à revaloriser les places d'honneur, devenant ainsi plus progressif. Finir entre la 3e et la 9e place rapporte un peu plus de points que précédemment (entre deux et cinq, suivant la place).
Par ailleurs, les dossards distinctifs (couleur) de la Coupe du monde ne sont désormais plus portés lors des Championnats du monde.

## Classements

### Classements généraux
| Rang | Nom                    | Points | Victoire(s) | Podium(s) |
| ---- | ---------------------- | ------ | ----------- | --------- |
|      | Sturla Holm Lægreid    | 1291   | 3           | 12        |
| 2    | Johannes Thingnes Bø   | 1173   | 4           | 12        |
| 3    | Éric Perrot            | 926    | 2           | 4         |
| 4    | Sebastian Samuelsson   | 875    | 2           | 4         |
| 5    | Quentin Fillon Maillet | 862    | 1           | 4         |
| 6    | Tommaso Giacomel       | 827    | 1           | 5         |
| 7    | Émilien Jacquelin      | 777    | 2           | 5         |
| 8    | Tarjei Bø              | 679    | 2           | 4         |
| 9    | Vebjørn Sørum          | 651    | 1           | 1         |
| 10   | Jakov Fak              | 618    | 1           | 1         |

| Rang | Nom                     | Points | Victoire(s) | Podium(s) |
| ---- | ----------------------- | ------ | ----------- | --------- |
|      | Franziska Preuß         | 1278   | 4           | 13        |
| 2    | Lou Jeanmonnot          | 1258   | 8           | 10        |
| 3    | Julia Simon             | 902    | 2           | 6         |
| 4    | Elvira Öberg            | 761    | 2           | 7         |
| 5    | Océane Michelon         | 760    |             | 1         |
| 6    | Jeanne Richard          | 755    |             | 1         |
| 7    | Suvi Minkkinen          | 694    |             | 2         |
| 8    | Justine Braisaz-Bouchet | 657    | 1           | 2         |
| 9    | Selina Grotian          | 640    | 1           | 2         |
| 10   | Maren Kirkeeide         | 548    |             | 2         |

| Rang | Nom                     | Points |
| ---- | ----------------------- | ------ |
| 1    | Campbell Wright         | 455    |
| 2    | Vitalii Mandzyn         | 230    |
| 3    | Isak Frey               | 193    |
| 4    | Jan Guńka (en)          | 44     |
| 5    | Fabian Suchodolski (de) | 18     |

| Rang | Nom              | Points |
| ---- | ---------------- | ------ |
| 1    | Océane Michelon  | 760    |
| 2    | Jeanne Richard   | 755    |
| 3    | Selina Grotian   | 640    |
| 4    | Maren Kirkeeide  | 548    |
| 5    | Julia Tannheimer | 232    |

### Coupe des Nations
| Rang | Nation    | Points |
| ---- | --------- | ------ |
|      | France    | 9002   |
| 2    | Norvège   | 8842   |
| 3    | Suède     | 7862   |
| 4    | Allemagne | 7689   |
| 5    | Italie    | 6776   |
| 6    | Suisse    | 6737   |
| 7    | Tchéquie  | 6493   |
| 8    | Ukraine   | 6382   |
| 9    | Slovénie  | 6320   |
| 10   | Finlande  | 6095   |

| Rang | Nation    | Points |
| ---- | --------- | ------ |
|      | France    | 9060   |
| 2    | Suède     | 8146   |
| 3    | Allemagne | 8051   |
| 4    | Norvège   | 7967   |
| 5    | Suisse    | 7066   |
| 6    | Italie    | 6758   |
| 7    | Autriche  | 6522   |
| 8    | Ukraine   | 6124   |
| 9    | Tchéquie  | 6018   |
| 10   | Finlande  | 5782   |

### Classement par discipline

#### Individuel
| Rang | Nom                    | Points | Victoire(s) | Podium(s) |
| ---- | ---------------------- | ------ | ----------- | --------- |
|      | Sturla Holm Lægreid    | 165    | 0           | 2         |
| 2    | Jakov Fak              | 144    | 1           | 1         |
| 3    | Endre Strømsheim       | 142    | 1           | 1         |
| 4    | Quentin Fillon Maillet | 112    |             |           |
| 5    | Éric Perrot            | 111    |             |           |

| Rang | Nom             | Points | Victoire(s) | Podium(s) |
| ---- | --------------- | ------ | ----------- | --------- |
|      | Lou Jeanmonnot  | 221    | 2           | 2         |
| 2    | Franziska Preuß | 190    |             | 2         |
| 3    | Océane Michelon | 146    |             |           |
| 4    | Hanna Öberg     | 122    |             | 1         |
| 5    | Julia Simon     | 120    | 1           | 1         |

#### Sprint
| Rang | Nom                  | Points | Victoire(s) | Podium(s) |
| ---- | -------------------- | ------ | ----------- | --------- |
|      | Johannes Thingnes Bø | 432    | 2           | 5         |
| 2    | Sturla Holm Lægreid  | 381    |             | 3         |
| 3    | Émilien Jacquelin    | 325    | 2           | 3         |
| 4    | Martin Uldal         | 284    | 1           | 1         |
| 5    | Tommaso Giacomel     | 279    |             | 2         |

| Rang | Nom                     | Points | Victoire(s) | Podium(s) |
| ---- | ----------------------- | ------ | ----------- | --------- |
|      | Franziska Preuß         | 414    | 2           | 4         |
| 2    | Lou Jeanmonnot          | 346    | 1           | 2         |
| 3    | Justine Braisaz-Bouchet | 318    | 1           | 2         |
| 4    | Suvi Minkkinen          | 271    |             | 2         |
| 5    | Julia Simon             | 259    |             | 1         |

#### Poursuite
| Rang | Nom                  | Points | Victoire(s) | Podium(s) |
| ---- | -------------------- | ------ | ----------- | --------- |
|      | Sturla Holm Lægreid  | 430    | 3           | 4         |
| 2    | Johannes Thingnes Bø | 430    | 2           | 4         |
| 3    | Sebastian Samuelsson | 290    | 1           | 1         |
| 4    | Tommaso Giacomel     | 271    |             | 2         |
| 5    | Éric Perrot          | 251    |             | 1         |

| Rang | Nom             | Points | Victoire(s) | Podium(s) |
| ---- | --------------- | ------ | ----------- | --------- |
|      | Lou Jeanmonnot  | 438    | 4           | 4         |
| 2    | Julia Simon     | 343    | 1           | 3         |
| 3    | Franziska Preuß | 319    | 1           | 2         |
| 4    | Jeanne Richard  | 245    |             |           |
| 5    | Océane Michelon | 238    |             | 1         |

#### Mass-Start (Départ Groupé)
| Rang | Nom                    | Points | Victoire(s) | Podium(s) |
| ---- | ---------------------- | ------ | ----------- | --------- |
|      | Sturla Holm Lægreid    | 315    |             | 3         |
| 2    | Éric Perrot            | 314    | 2           | 3         |
| 3    | Quentin Fillon Maillet | 268    |             | 2         |
| 4    | Tarjei Bø              | 236    | 1           | 1         |
| 5    | Sebastian Samuelsson   | 209    | 1           | 1         |

| Rang | Nom             | Points | Victoire(s) | Podium(s) |
| ---- | --------------- | ------ | ----------- | --------- |
|      | Franziska Preuß | 355    | 1           | 4         |
| 2    | Elvira Öberg    | 299    | 2           | 3         |
| 3    | Lou Jeanmonnot  | 253    | 1           | 2         |
| 4    | Jeanne Richard  | 230    |             | 1         |
| 5    | Océane Michelon | 181    |             |           |

#### Relais
| Rang | Nation    | Points | Victoires |
| ---- | --------- | ------ | --------- |
|      | France    | 450    | 5         |
| 2    | Norvège   | 355    |           |
| 3    | Suède     | 311    |           |
| 4    | Allemagne | 266    |           |
| 5    | Ukraine   | 217    |           |

| Rang | Nation    | Points | Victoires |
| ---- | --------- | ------ | --------- |
|      | Suède     | 439    | 3         |
| 2    | France    | 430    |           |
| 3    | Norvège   | 341    | 1         |
| 4    | Allemagne | 325    | 1         |
| 5    | Suisse    | 311    | 1         |

| Rang | Nation    | Points | Victoires |
| ---- | --------- | ------ | --------- |
|      | France    | 370    | 1         |
| 2    | Suède     | 340    | 2         |
| 3    | Norvège   | 335    |           |
| 4    | Allemagne | 323    | 2         |
| 5    | Suisse    | 244    |           |

### Globes de cristal et titres mondiaux
| Disciplines       | Globes de cristal    | Champions du Monde   |
| ----------------- | -------------------- | -------------------- |
| Général           | Sturla Holm Lægreid  |                      |
| Coupe des Nations | France               |                      |
| Individuel        | Sturla Holm Lægreid  | Éric Perrot          |
| Sprint            | Johannes Thingnes Bø | Johannes Thingnes Bø |
| Poursuite         | Sturla Holm Lægreid  | Johannes Thingnes Bø |
| Départ Groupé     | Sturla Holm Lægreid  | Endre Strømsheim     |
| Relais            | France               | Norvège              |

| Disciplines       | Globes de cristal | Championnes du Monde    |
| ----------------- | ----------------- | ----------------------- |
| Général           | Franziska Preuß   |                         |
| Coupe des Nations | France            |                         |
| Individuel        | Lou Jeanmonnot    | Julia Simon             |
| Sprint            | Franziska Preuß   | Justine Braisaz-Bouchet |
| Poursuite         | Lou Jeanmonnot    | Franziska Preuß         |
| Départ Groupé     | Franziska Preuß   | Elvira Öberg            |
| Relais            | France            | France                  |

| Disciplines   | Globe de cristal | Champions du monde |
| ------------- | ---------------- | ------------------ |
| Relais        | Suède            | France             |
| Relais simple | Suède            | France             |

| Classe | Hommes          | Femmes          |
| ------ | --------------- | --------------- |
| U23    | Campbell Wright | Océane Michelon |

## Calendrier et podiums
La saison 2024-2025 est organisée selon le calendrier ci-dessous.

### Hommes

#### Épreuves individuelles
| Étape                                                          | Lieu                      | Épreuve                | Date              | Vainqueur              | Deuxième               | Troisième              | Leader du classement général                           |
| -------------------------------------------------------------- | ------------------------- | ---------------------- | ----------------- | ---------------------- | ---------------------- | ---------------------- | ------------------------------------------------------ |
| 1                                                              | Kontiolahti               | Individuel court 15 km | 3 décembre 2024   | Endre Strømsheim       | Johannes Thingnes Bø   | Sturla Holm Lægreid    | Endre Strømsheim                                       |
| 1                                                              | Kontiolahti               | Sprint 10 km           | 6 décembre 2024   | Émilien Jacquelin      | Sebastian Samuelsson   | Philipp Nawrath        | Johannes Thingnes Bø                                   |
| 1                                                              | Kontiolahti               | Mass-start 15 km       | 8 décembre 2024   | Éric Perrot            | Quentin Fillon Maillet | Sturla Holm Lægreid    | Éric Perrot                                            |
| 2                                                              | Hochfilzen                | Sprint 10 km           | 13 décembre 2024  | Johannes Thingnes Bø   | Sturla Holm Lægreid    | Fabien Claude          | Johannes Thingnes Bø                                   |
| 2                                                              | Hochfilzen                | Poursuite 12,5 km      | 14 décembre 2024  | Johannes Thingnes Bø   | Émilien Jacquelin      | Sturla Holm Lægreid    | Johannes Thingnes Bø                                   |
| 3                                                              | Annecy - Le Grand-Bornand | Sprint 10 km           | 19 décembre 2024  | Martin Uldal           | Johannes Thingnes Bø   | Sebastian Samuelsson   | Johannes Thingnes Bø                                   |
| 3                                                              | Annecy - Le Grand-Bornand | Poursuite 12,5 km      | 21 décembre 2024  | Johannes Thingnes Bø   | Éric Perrot            | Émilien Jacquelin      | Johannes Thingnes Bø                                   |
| 3                                                              | Annecy - Le Grand-Bornand | Mass-start 15 km       | 22 décembre 2024  | Tarjei Bø              | Danilo Riethmüller     | Johannes Thingnes Bø   | Johannes Thingnes Bø                                   |
| 4                                                              | Oberhof                   | Sprint 10 km           | 10 janvier 2025   | Quentin Fillon Maillet | Fabien Claude          | Émilien Jacquelin      | Johannes Thingnes Bø                                   |
| 4                                                              | Oberhof                   | Poursuite 12,5 km      | 11 janvier 2025   | Sturla Holm Lægreid    | Tarjei Bø              | Johannes Thingnes Bø   | Johannes Thingnes Bø                                   |
| 5                                                              | Ruhpolding                | Individuel 20 km       | 15 janvier 2025   | Vebjørn Sørum          | Émilien Claude         | Andrejs Rastorgujevs   | Johannes Thingnes Bø                                   |
| 5                                                              | Ruhpolding                | Mass-start 15 km       | 19 janvier 2025   | Tommaso Giacomel       | Sturla Holm Lægreid    | Johannes Thingnes Bø   | Johannes Thingnes Bø                                   |
| 6                                                              | Antholz - Anterselva      | Sprint 10 km           | 24 janvier 2025   | Tarjei Bø              | Sturla Holm Lægreid    | Tommaso Giacomel       | Sturla Holm Lægreid                                    |
| 6                                                              | Antholz - Anterselva      | Poursuite 12,5 km      | 26 janvier 2025   | Sturla Holm Lægreid    | Tarjei Bø              | Tommaso Giacomel       | Sturla Holm Lægreid                                    |
| Championnats du monde de biathlon 2025 (12 au 23 février 2025) |                           |                        |                   |                        |                        |                        |                                                        |
| ChM                                                            | Lenzerheide               | Sprint 10 km           | 15 février 2025   | Johannes Thingnes Bø   | Campbell Wright        | Quentin Fillon Maillet | Épreuves non comptabilisées pour le classement général |
| ChM                                                            | Lenzerheide               | Poursuite 12,5 km      | 16 février 2025   | Johannes Thingnes Bø   | Campbell Wright        | Éric Perrot            | Épreuves non comptabilisées pour le classement général |
| ChM                                                            | Lenzerheide               | Individuel 20 km       | 19 février 2025   | Éric Perrot            | Tommaso Giacomel       | Quentin Fillon Maillet | Épreuves non comptabilisées pour le classement général |
| ChM                                                            | Lenzerheide               | Mass-start 15 km       | 23 février 2025   | Endre Strømsheim       | Sturla Holm Lægreid    | Johannes Thingnes Bø   | Épreuves non comptabilisées pour le classement général |
| Fin des championnats du monde                                  |                           |                        |                   |                        |                        |                        |                                                        |
| 7                                                              | Nové Město                | Sprint 10 km           | 6 mars 2025       | Émilien Jacquelin      | Tommaso Giacomel       | Johannes Thingnes Bø   | Sturla Holm Lægreid                                    |
| 7                                                              | Nové Město                | Poursuite 12,5 km      | 8 mars 2025       | Sebastian Samuelsson   | Tommaso Giacomel       | Johannes Thingnes Bø   | Johannes Thingnes Bø                                   |
| 8                                                              | Pokljuka                  | Individuel court 15 km | 14 → 13 mars 2025 | Jakov Fak              | Sturla Holm Lægreid    | Martin Ponsiluoma      | Sturla Holm Lægreid                                    |
| 8                                                              | Pokljuka                  | Mass-start 15 km       | 16 → 15 mars 2025 | Éric Perrot            | Quentin Fillon Maillet | Sturla Holm Lægreid    | Sturla Holm Lægreid                                    |
| 9                                                              | Oslo - Holmenkollen       | Sprint 10 km           | 21 mars 2025      | Johannes Thingnes Bø   | Sturla Holm Lægreid    | Johannes Dale-Skjevdal | Sturla Holm Lægreid                                    |
| 9                                                              | Oslo - Holmenkollen       | Poursuite 12,5 km      | 22 mars 2025      | Sturla Holm Lægreid    | Johannes Thingnes Bø   | Quentin Fillon Maillet | Sturla Holm Lægreid                                    |
| 9                                                              | Oslo - Holmenkollen       | Mass-start 15 km       | 23 mars 2025      | Sebastian Samuelsson   | Éric Perrot            | Endre Strømsheim       | Sturla Holm Lægreid                                    |

#### Relais
| Étape                                                          | Lieu                 | Épreuve           | Date              | Vainqueur                                                                            | Deuxième                                                                                      | Troisième                                                                          | Leader du classement du relais masculin              |
| -------------------------------------------------------------- | -------------------- | ----------------- | ----------------- | ------------------------------------------------------------------------------------ | --------------------------------------------------------------------------------------------- | ---------------------------------------------------------------------------------- | ---------------------------------------------------- |
| 1                                                              | Kontiolahti          | Relais 4 × 7,5 km | 1er décembre 2024 | France - Fabien Claude - Quentin Fillon Maillet - Éric Perrot - Émilien Jacquelin    | Norvège - Sturla Holm Lægreid - Tarjei Bø - Endre Strømsheim - Johannes Thingnes Bø           | Suède - Viktor Brandt - Jesper Nelin - Martin Ponsiluoma - Sebastian Samuelsson    | France                                               |
| 2                                                              | Hochfilzen           | Relais 4 × 7,5 km | 15 décembre 2024  | France - Fabien Claude - Quentin Fillon Maillet - Éric Perrot - Émilien Jacquelin    | Norvège - Sturla Holm Lægreid - Tarjei Bø - Johannes Thingnes Bø - Vebjørn Sørum              | Suède - Viktor Brandt - Jesper Nelin - Martin Ponsiluoma - Sebastian Samuelsson    | France                                               |
| 5                                                              | Ruhpolding           | Relais 4 × 7,5 km | 17 janvier 2025   | France - Émilien Claude - Fabien Claude - Quentin Fillon Maillet - Émilien Jacquelin | Suède - Viktor Brandt - Jesper Nelin - Martin Ponsiluoma - Sebastian Samuelsson               | Allemagne - Justus Strelow - Danilo Riethmüller - Johannes Kuehn - Philipp Nawrath | France                                               |
| 6                                                              | Antholz - Anterselva | Relais 4 × 7,5 km | 25 janvier 2025   | France - Fabien Claude - Quentin Fillon Maillet - Éric Perrot - Émilien Jacquelin    | Norvège - Sturla Holm Lægreid - Tarjei Bø - Johannes Thingnes Bø - Vetle Sjåstad Christiansen | Suède - Viktor Brandt - Jesper Nelin - Martin Ponsiluoma - Sebastian Samuelsson    | France                                               |
| Championnats du monde de biathlon 2025 (12 au 23 février 2025) |                      |                   |                   |                                                                                      |                                                                                               |                                                                                    |                                                      |
| ChM                                                            | Lenzerheide          | Relais 4 × 7,5 km | 22 février 2025   | Norvège - Endre Strømsheim - Tarjei Bø - Sturla Holm Lægreid - Johannes Thingnes Bø  | France - Émilien Claude - Fabien Claude - Éric Perrot - Quentin Fillon Maillet                | Allemagne - Philipp Nawrath - Danilo Riethmüller - Johannes Kuehn - Philipp Horn   | Épreuve non comptabilisée pour le classement général |
| Fin des championnats du monde                                  |                      |                   |                   |                                                                                      |                                                                                               |                                                                                    |                                                      |
| 7                                                              | Nové Město           | Relais 4 × 7,5 km | 9 mars 2025       | France - Émilien Claude - Oscar Lombardot - Fabien Claude - Quentin Fillon Maillet   | Norvège - Martin Uldal - Tarjei Bø - Sturla Holm Lægreid - Johannes Thingnes Bø               | Ukraine - Artem Tyshchenko - Vitalii Mandzyn - Anton Dudchenko - Dmytro Pidruchnyi | France                                               |

### Femmes

#### Épreuves individuelles
| Étape                                                          | Lieu                      | Épreuve                  | Date              | Vainqueur               | Deuxième                | Troisième                 | Leader du classement général                           |
| -------------------------------------------------------------- | ------------------------- | ------------------------ | ----------------- | ----------------------- | ----------------------- | ------------------------- | ------------------------------------------------------ |
| 1                                                              | Kontiolahti               | Individuel court 12,5 km | 4 décembre 2024   | Lou Jeanmonnot          | Ella Halvarsson         | Elvira Öberg              | Lou Jeanmonnot                                         |
| 1                                                              | Kontiolahti               | Sprint 7,5 km            | 7 décembre 2024   | Markéta Davidová        | Elvira Öberg            | Suvi Minkkinen            | Elvira Öberg                                           |
| 1                                                              | Kontiolahti               | Mass-start 12,5 km       | 8 décembre 2024   | Elvira Öberg            | Julia Simon             | Franziska Preuß           | Elvira Öberg                                           |
| 2                                                              | Hochfilzen                | Sprint 7,5 km            | 13 décembre 2024  | Franziska Preuß         | Sophie Chauveau         | Karoline Knotten          | Franziska Preuß                                        |
| 2                                                              | Hochfilzen                | Poursuite 10 km          | 14 décembre 2024  | Lou Jeanmonnot          | Vanessa Voigt           | Franziska Preuß           | Franziska Preuß                                        |
| 3                                                              | Annecy - Le Grand-Bornand | Sprint 7,5 km            | 20 décembre 2024  | Justine Braisaz-Bouchet | Franziska Preuß         | Anamarija Lampič          | Franziska Preuß                                        |
| 3                                                              | Annecy - Le Grand-Bornand | Poursuite 10 km          | 21 décembre 2024  | Franziska Preuß         | Julia Simon             | Vanessa Voigt             | Franziska Preuß                                        |
| 3                                                              | Annecy - Le Grand-Bornand | Mass-start 12,5 km       | 22 décembre 2024  | Selina Grotian          | Franziska Preuß         | Paulína Bátovská Fialková | Franziska Preuß                                        |
| 4                                                              | Oberhof                   | Sprint 7,5 km            | 9 janvier 2025    | Paula Botet             | Maren Kirkeeide         | Milena Todorova           | Franziska Preuß                                        |
| 4                                                              | Oberhof                   | Poursuite 10 km          | 11 janvier 2025   | Lou Jeanmonnot          | Maren Kirkeeide         | Elvira Öberg              | Franziska Preuß                                        |
| 5                                                              | Ruhpolding                | Individuel 15 km         | 16 janvier 2025   | Lou Jeanmonnot          | Franziska Preuß         | Amy Baserga               | Franziska Preuß                                        |
| 5                                                              | Ruhpolding                | Mass-start 12,5 km       | 19 janvier 2025   | Elvira Öberg            | Franziska Preuß         | Jeanne Richard            | Franziska Preuß                                        |
| 6                                                              | Antholz - Anterselva      | Sprint 7,5 km            | 23 janvier 2025   | Lou Jeanmonnot          | Selina Grotian          | Franziska Preuß           | Franziska Preuß                                        |
| 6                                                              | Antholz - Anterselva      | Poursuite 10 km          | 25 janvier 2025   | Lou Jeanmonnot          | Julia Simon             | Franziska Preuß           | Franziska Preuß                                        |
| Championnats du monde de biathlon 2025 (12 au 23 février 2025) |                           |                          |                   |                         |                         |                           |                                                        |
| ChM                                                            | Lenzerheide               | Sprint 7,5 km            | 14 février 2025   | Justine Braisaz-Bouchet | Franziska Preuß         | Suvi Minkkinen            | Épreuves non comptabilisées pour le classement général |
| ChM                                                            | Lenzerheide               | Poursuite 10 km          | 16 février 2025   | Franziska Preuß         | Elvira Öberg            | Justine Braisaz-Bouchet   | Épreuves non comptabilisées pour le classement général |
| ChM                                                            | Lenzerheide               | Individuel 15 km         | 18 février 2025   | Julia Simon             | Ella Halvarsson         | Lou Jeanmonnot            | Épreuves non comptabilisées pour le classement général |
| ChM                                                            | Lenzerheide               | Mass-start 12,5 km       | 23 février 2025   | Elvira Öberg            | Océane Michelon         | Maren Kirkeeide           | Épreuves non comptabilisées pour le classement général |
| Fin des championnats du monde                                  |                           |                          |                   |                         |                         |                           |                                                        |
| 7                                                              | Nové Město                | Sprint 7,5 km            | 7 mars 2025       | Ingrid Tandrevold       | Justine Braisaz-Bouchet | Julia Simon               | Franziska Preuß                                        |
| 7                                                              | Nové Město                | Poursuite 10 km          | 8 mars 2025       | Julia Simon             | Hanna Öberg             | Océane Michelon           | Franziska Preuß                                        |
| 8                                                              | Pokljuka                  | Individuel court 12,5 km | 13 mars 2025      | Julia Simon             | Hanna Öberg             | Franziska Preuß           | Franziska Preuß                                        |
| 8                                                              | Pokljuka                  | Mass-start 12,5 km       | 16 → 15 mars 2025 | Lou Jeanmonnot          | Milena Todorova         | Anamarija Lampič          | Franziska Preuß                                        |
| 9                                                              | Oslo - Holmenkollen       | Sprint 7,5 km            | 21 mars 2025      | Franziska Preuß         | Lou Jeanmonnot          | Suvi Minkkinen            | Franziska Preuß                                        |
| 9                                                              | Oslo - Holmenkollen       | Poursuite 10 km          | 22 mars 2025      | Lou Jeanmonnot          | Elvira Öberg            | Lena Häcki-Gross          | Lou Jeanmonnot                                         |
| 9                                                              | Oslo - Holmenkollen       | Mass-start 12,5 km       | 23 mars 2025      | Franziska Preuß         | Elvira Öberg            | Lou Jeanmonnot            | Franziska Preuß                                        |

#### Relais
| Étape                                                          | Lieu                 | Épreuve         | Date              | Vainqueur                                                                          | Deuxième                                                                                          | Troisième                                                                         | Leader du classement du relais féminin               |
| -------------------------------------------------------------- | -------------------- | --------------- | ----------------- | ---------------------------------------------------------------------------------- | ------------------------------------------------------------------------------------------------- | --------------------------------------------------------------------------------- | ---------------------------------------------------- |
| 1                                                              | Kontiolahti          | Relais 4 × 6 km | 1er décembre 2024 | Suède - Anna Magnusson - Sara Andersson - Hanna Öberg - Elvira Öberg               | France - Lou Jeanmonnot - Justine Braisaz-Bouchet - Sophie Chauveau - Julia Simon                 | Norvège - Juni Arnekleiv - Karoline Knotten - Maren Kirkeeide - Ingrid Tandrevold | Suède                                                |
| 2                                                              | Hochfilzen           | Relais 4 × 6 km | 15 décembre 2024  | Allemagne - Vanessa Voigt - Julia Tannheimer - Selina Grotian - Franziska Preuß    | France - Julia Simon - Justine Braisaz-Bouchet - Sophie Chauveau - Lou Jeanmonnot                 | Suède - Anna Magnusson - Anna-Karin Heijdenberg - Ella Halvarsson - Elvira Öberg  | Suède                                                |
| 5                                                              | Ruhpolding           | Relais 4 × 6 km | 18 janvier 2025   | Allemagne - Stefanie Scherer - Selina Grotian - Sophia Schneider - Franziska Preuß | Norvège - Karoline Knotten - Juni Arnekleiv - Maren Kirkeeide - Ragnhild Femsteinevik             | France - Paula Botet - Océane Michelon - Justine Braisaz-Bouchet - Julia Simon    | Allemagne                                            |
| 6                                                              | Antholz - Anterselva | Relais 4 × 6 km | 26 janvier 2025   | Suède - Johanna Skottheim - Ella Halvarsson - Anna Magnusson - Hanna Öberg         | Norvège - Karoline Knotten - Ragnhild Femsteinevik - Maren Kirkeeide - Ingrid Tandrevold          | France - Jeanne Richard - Lou Jeanmonnot - Océane Michelon - Julia Simon          | Suède                                                |
| Championnats du monde de biathlon 2025 (12 au 23 février 2025) |                      |                 |                   |                                                                                    |                                                                                                   |                                                                                   |                                                      |
| ChM                                                            | Lenzerheide          | Relais 4 × 6 km | 22 février 2025   | France - Lou Jeanmonnot - Océane Michelon - Justine Braisaz-Bouchet - Julia Simon  | Norvège - Karoline Knotten - Ingrid Landmark Tandrevold - Ragnhild Femsteinevik - Maren Kirkeeide | Suède - Anna Magnusson - Ella Halvarsson - Hanna Öberg - Elvira Öberg             | Épreuve non comptabilisée pour le classement général |
| Fin des championnats du monde                                  |                      |                 |                   |                                                                                    |                                                                                                   |                                                                                   |                                                      |
| 7                                                              | Nové Město           | Relais 4 × 6 km | 9 mars 2025       | France - Lou Jeanmonnot - Océane Michelon - Justine Braisaz-Bouchet - Julia Simon  | Norvège - Karoline Knotten - Ingrid Landmark Tandrevold - Ragnhild Femsteinevik - Maren Kirkeeide | Allemagne - Johanna Puff - Julia Tannheimer - Sophia Schneider - Selina Grotian   | France                                               |

### Mixte
| Étape                                                          | Lieu        | Épreuve                         | Date              | Vainqueur                                                                               | Deuxième                                                                            | Troisième                                                                       | Leader du classement du relais mixte                   |
| -------------------------------------------------------------- | ----------- | ------------------------------- | ----------------- | --------------------------------------------------------------------------------------- | ----------------------------------------------------------------------------------- | ------------------------------------------------------------------------------- | ------------------------------------------------------ |
| 1                                                              | Kontiolahti | Relais simple 6 km F + 7,5 km H | 30 novembre 2024  | Suède - Ella Halvarsson - Sebastian Samuelsson                                          | France - Julia Simon - Quentin Fillon Maillet                                       | Allemagne - Vanessa Voigt - Justus Strelow                                      | Suède                                                  |
| 1                                                              | Kontiolahti | Relais 2 × 6 km F + 2 × 6 km H  | 30 novembre 2024  | Norvège - Karoline Knotten - Ingrid Tandrevold - Johannes Dale-Skjevdal - Vebjørn Sørum | France - Lou Jeanmonnot - Justine Braisaz-Bouchet - Éric Perrot - Émilien Jacquelin | Suède - Anna Magnusson - Elvira Öberg - Jesper Nelin - Martin Ponsiluoma        | France                                                 |
| 4                                                              | Oberhof     | Relais simple 6 km F + 7,5 km H | 12 janvier 2025   | Finlande - Suvi Minkkinen - Tero Seppälä                                                | France - Paula Botet - Quentin Fillon Maillet                                       | Allemagne - Selina Grotian - Justus Strelow                                     | France                                                 |
| 4                                                              | Oberhof     | Relais 2 × 6 km H + 2 × 6 km F  | 12 janvier 2025   | Suède - Sebastian Samuelsson - Martin Ponsiluoma - Hanna Öberg - Elvira Öberg           | France - Fabien Claude - Éric Perrot - Jeanne Richard - Lou Jeanmonnot              | Norvège - Sturla Holm Lægreid - Tarjei Bø - Ingrid Tandrevold - Maren Kirkeeide | France                                                 |
| Championnats du monde de biathlon 2025 (12 au 23 février 2025) |             |                                 |                   |                                                                                         |                                                                                     |                                                                                 |                                                        |
| ChM                                                            | Lenzerheide | Relais 2 × 6 km F + 2 × 6 km H  | 12 février 2025   | France - Julia Simon - Lou Jeanmonnot - Éric Perrot - Émilien Jacquelin                 | Tchéquie - Jessica Jislová - Tereza Voborníková - Vítězslav Hornig - Michal Krčmář  | Allemagne - Selina Grotian - Franziska Preuß - Philipp Nawrath - Justus Strelow | Épreuves non comptabilisées pour le classement général |
| ChM                                                            | Lenzerheide | Relais simple 6 km F + 7,5 km H | 20 février 2025   | France - Julia Simon - Quentin Fillon Maillet                                           | Norvège - Ragnhild Femsteinevik - Johannes Thingnes Bø                              | Allemagne - Franziska Preuß - Justus Strelow                                    | Épreuves non comptabilisées pour le classement général |
| Fin des championnats du monde                                  |             |                                 |                   |                                                                                         |                                                                                     |                                                                                 |                                                        |
| 8                                                              | Pokljuka    | Relais simple 6 km F + 7,5 km H | 15 → 16 mars 2025 | Suisse - Aita Gasparin - Niklas Hartweg                                                 | Suède - Johanna Skottheim - Jesper Nelin                                            | Finlande - Suvi Minkkinen - Tero Seppälä                                        | France                                                 |
| 8                                                              | Pokljuka    | Relais 2 × 6 km F + 2 × 6 km H  | 15 → 16 mars 2025 | Suède - Anna-Karin Heijdenberg - Hanna Öberg - Martin Ponsiluoma - Sebastian Samuelsson | France - Jeanne Richard - Océane Michelon - Éric Perrot - Quentin Fillon Maillet    | Norvège - Maren Kirkeeide - Ida Lien - Johannes Dale-Skjevdal - Isak Frey       | Suède                                                  |

## Tableaux des podiums
| Rang                                                | Nation     | Places | Places | Places | Total de podiums |
| Rang                                                | Nation     | 1er    | 2e     | 3e     | Total de podiums |
| --------------------------------------------------- | ---------- | ------ | ------ | ------ | ---------------- |
| 1                                                   | France     | 29     | 22     | 15     | 66               |
| 2                                                   | Norvège    | 18     | 22     | 17     | 57               |
| 3                                                   | Suède      | 10     | 11     | 10     | 31               |
| 4                                                   | Allemagne  | 8      | 8      | 14     | 30               |
| 5                                                   | Italie     | 1      | 3      | 2      | 6                |
| 6                                                   | Tchéquie   | 1      | 1      | 0      | 2                |
| 7                                                   | Finlande   | 1      | 0      | 4      | 5                |
| 8                                                   | Slovénie   | 1      | 0      | 2      | 3                |
| 8                                                   | Suisse     | 1      | 0      | 2      | 3                |
| 10                                                  | États-Unis | 0      | 2      | 0      | 2                |
| 11                                                  | Bulgarie   | 0      | 1      | 1      | 2                |
| 12                                                  | Lettonie   | 0      | 0      | 1      | 1                |
| 12                                                  | Slovaquie  | 0      | 0      | 1      | 1                |
| 12                                                  | Ukraine    | 0      | 0      | 1      | 1                |
| état au 23 mars 2025 — 70 épreuves disputées sur 70 |            |        |        |        |                  |

## Retraites sportives
Des biathlètes annoncent, en cours de saison, prendre leur retraite sportive à l'issue de la saison : les Norvégiens Johannes Thingnes Bø et Tarjei Bø, la Suissesse Elisa Gasparin et la Canadienne Emma Lunder.